# جواز سفر تشيلي
جوازات السفر التشيلية تصدر لمواطني تشيلي لتسهيل السفر الدولي. وهي صالحة للسفر في جميع أنحاء العالم، ما عدا الدول التي تتطلب تأشيرة دخول فيجب على حامل الجواز الحصول إلى تأشيرة دخول.
اعتبارًا من 11 يناير 2022 كان مواطنو تشيلي يتمتعون بإمكانية الدخول إلى 174 دولة وإقليمًا بدون تأشيرة أو تأشيرة عند الوصول، مما أدى إلى تصنيف جواز السفر التشيلي في المرتبة 16 من حيث حرية السفر، وهو ثالث أقوى جواز في الأمريكتين (بعد الولايات المتحدة وكندا) والأقوى في أمريكا اللاتينية وفقًا لمؤشر هينلي لجوازات السفر. جوازات سفر تشيلي وبروناي وكوريا الجنوبية هي الوحيدة التي توفر إمكانية الوصول بدون تأشيرة إلى جميع دول مجموعة الثماني.

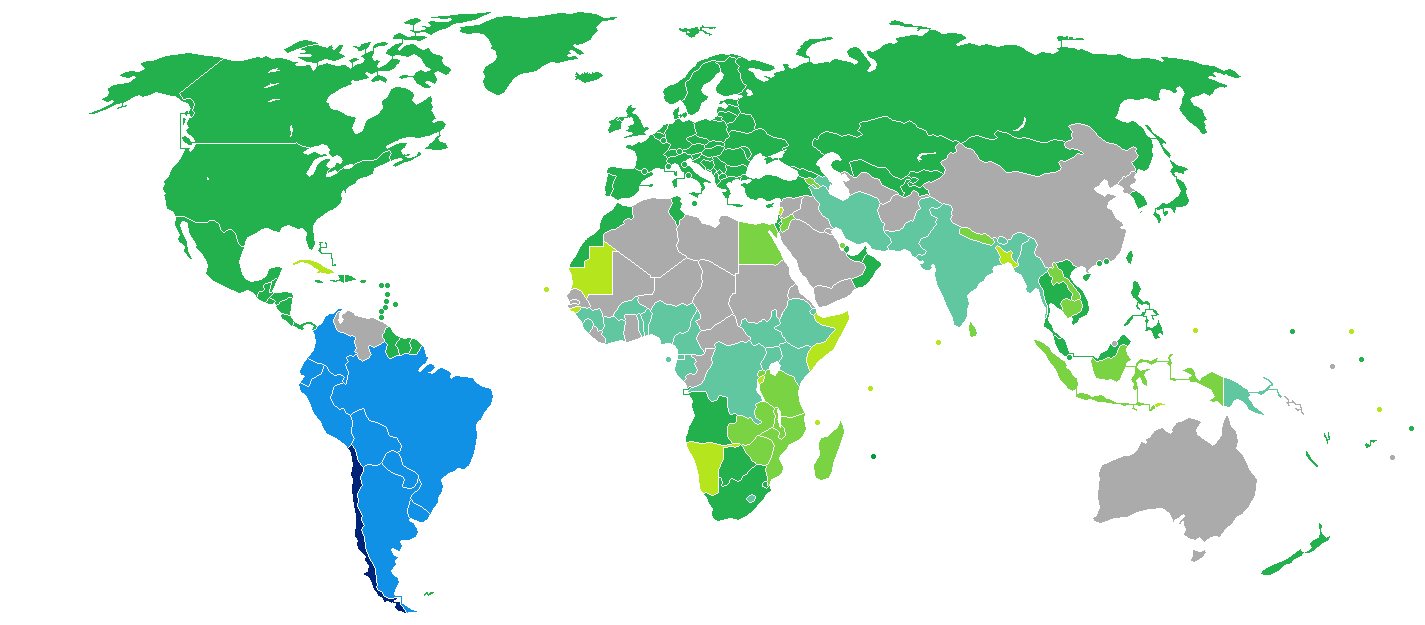
البلدان والأقاليم التي لا تفرض تأشيرة أو تطلب تأشيرة دخول عند الوصول للجهة، لحاملي جوازات السفر التشيلية العادية.

## معرض صور

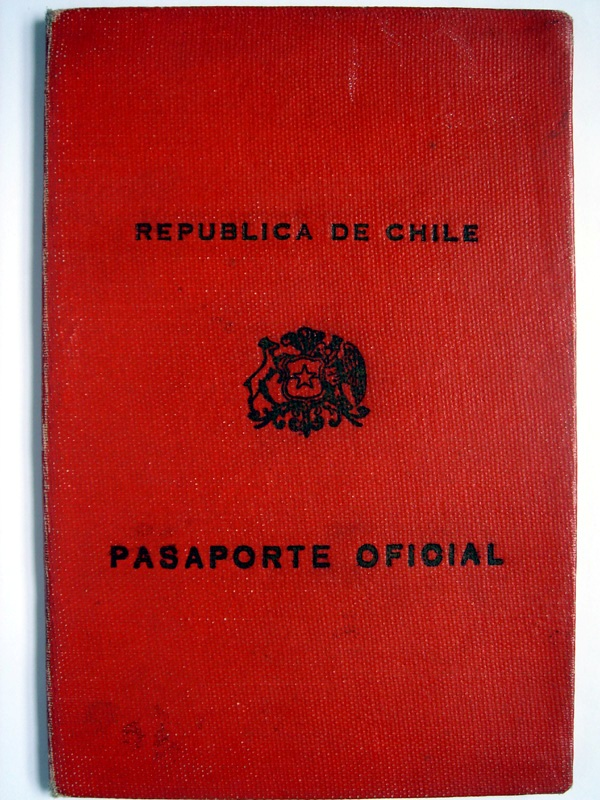
جواز سفر تشيلي صادر عام 1957
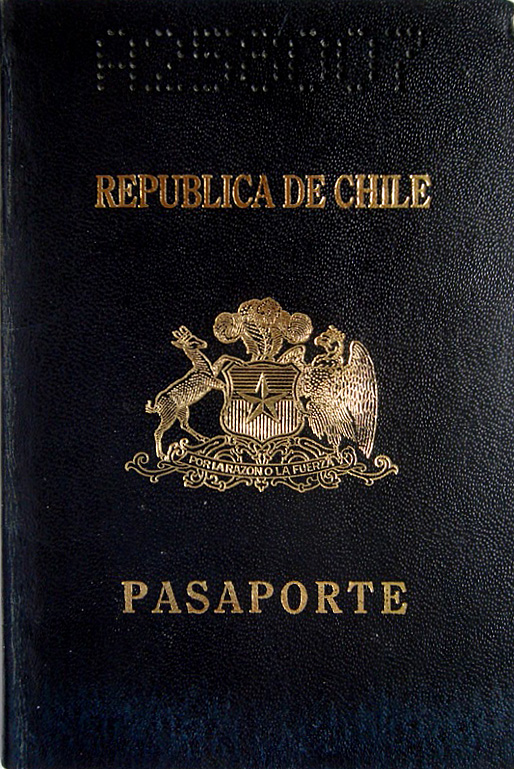
جواز سفر تشيلي (صادر من 1992 إلى 2013)
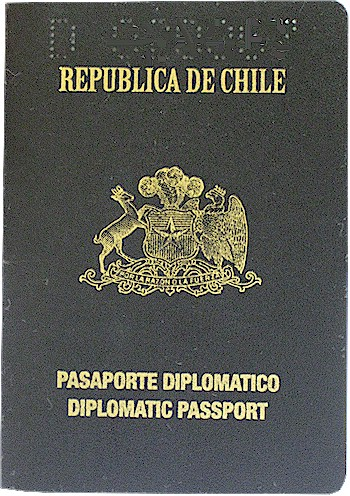
جواز سفر دبلوماسي تشيلي حتى 2005
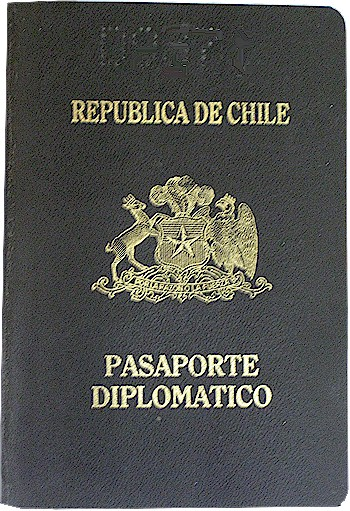
جواز سفر دبلوماسي تشيلي 2005-2013
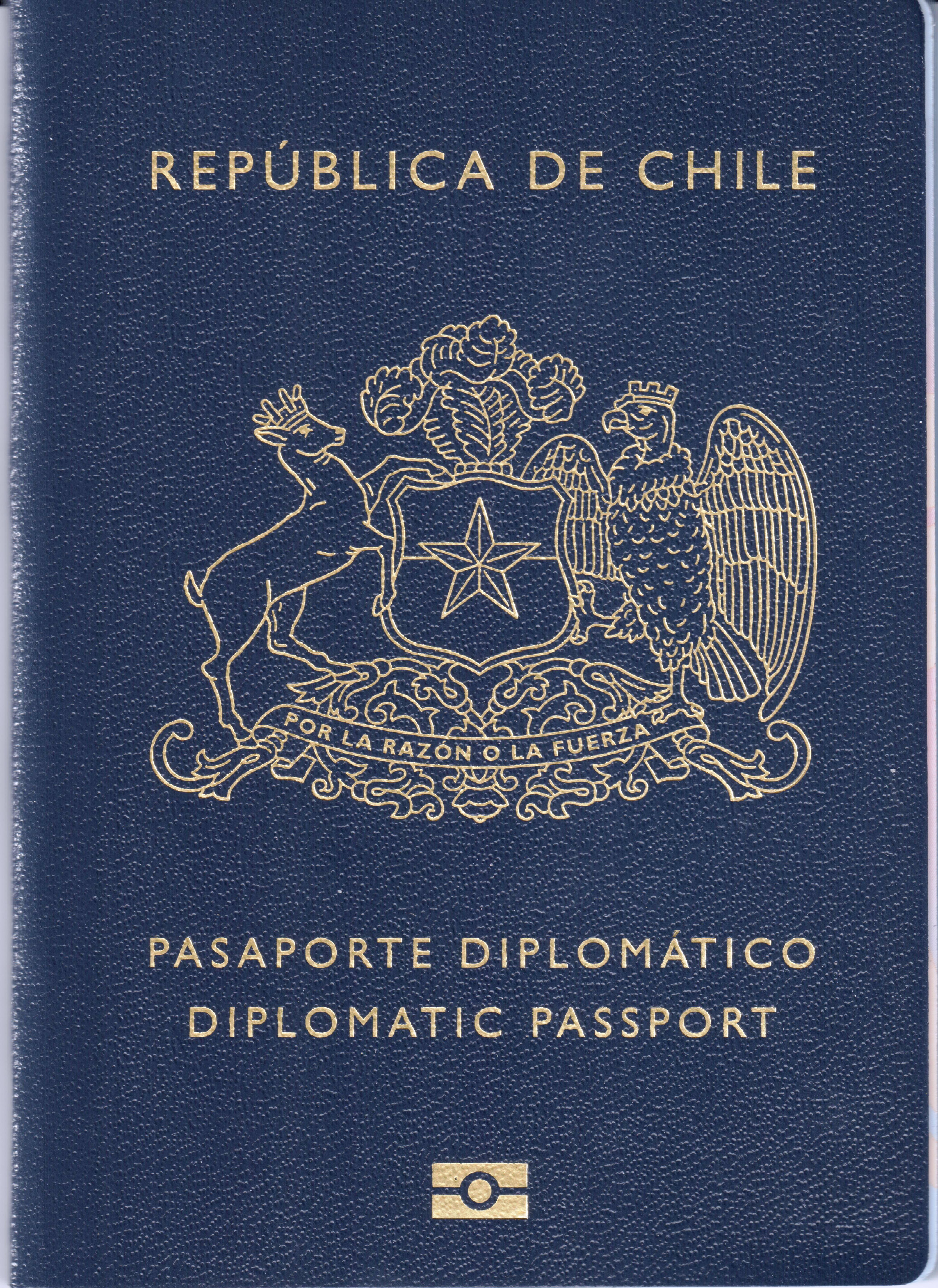
جواز سفر دبلوماسي تشيلي 2013
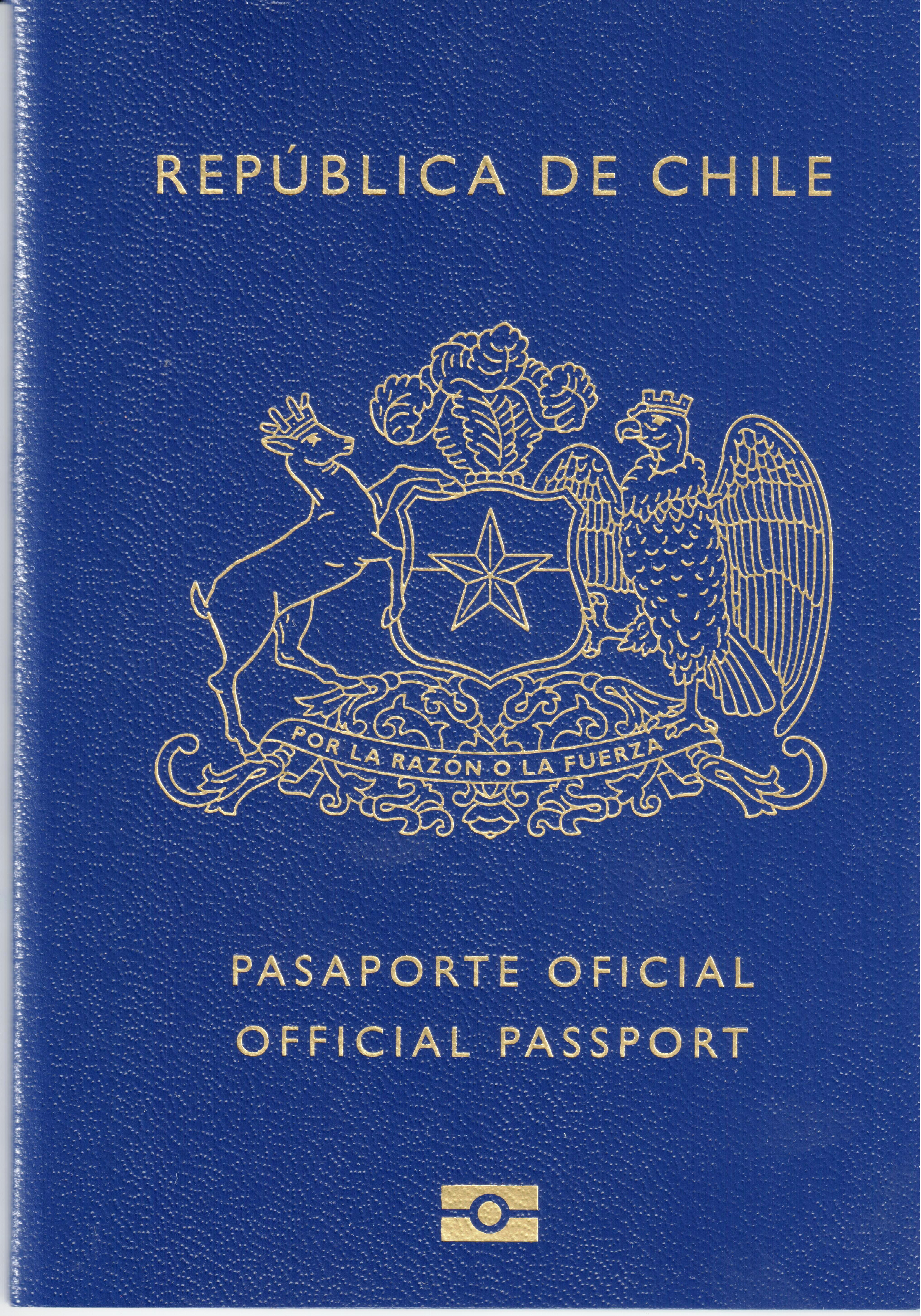
جواز سفر تشيلي 2013